# Francesco Scoppa
Francesco Scoppa (Soverato, 28 marzo 1955 – Davoli, 29 maggio 1994) è stato un allenatore di calcio e calciatore italiano, di ruolo difensore.

## Biografia
Franco Scoppa è morto a seguito di un infarto domenica 29 maggio 1994 all'età di 39 anni, a Davoli, dove viveva. Nel 2002, con delibera n. 109 del 27 maggio, dunque a distanza di otto anni dalla prematura scomparsa, il Consiglio Comunale di Soverato (suo Comune natale) ha deciso l'intitolazione a suo nome del palazzetto dello Sport di via Amirante.

## Caratteristiche tecniche

### Giocatore
Giocava come stopper.

## Carriera

### Giocatore

#### Gioiese, la Serie B al Varese e gli anni alla Reggina
Muove i primi passi in prima squadra nella Gioiese allenata da Franco Scoglio, con cui nella stagione 1973-1974 all'età di diciotto anni esordisce in Serie D; la squadra calabrese a fine anno chiude il campionato al secondo posto in classifica dietro al Messina promosso in Serie C, ed a fine anno Scoppa passa insieme al compagno di squadra Giuseppe Sorace in terza serie alla Reggina. Con la nuova maglia nella stagione 1974-1975 gioca 26 partite di campionato senza mai segnare, venendo ceduto a fine anno al Varese. Nella stagione 1975-1976 fa parte della rosa della squadra lombarda in Serie B, mentre nella stagione 1976-1977 gioca da titolare in Serie D con la maglia dell'Acireale dove ritrova in panchina miste Scoglio. Nell'estate del 1977, all'età di ventidue anni, fa ritorno alla Reggina. Nella stagione 1977-1978 totalizza 26 partite, mentre l'anno successivo ancora una volta alle dipendenze di Scoglio ne disputa 31, sempre in Serie C1. Lascia quindi definitivamente la Reggina, con la cui maglia ha giocato in totale 82 partite di campionato senza mai segnare, per passare ai pugliesi del Taranto, militanti nel campionato di Serie B.

#### Taranto
Inizia la stagione 1979-1980 subentrando a Stefano Dradi nel secondo tempo della partita di Coppa Italia persa per 2-0 sul campo del Napoli il 2 settembre 1979. La prima partita da titolare con i rossoblu risale invece a tre giorni più tardi, quando scende in campo con la maglia numero 5 nella sconfitta casalinga (1-2) contro il Cagliari sempre in Coppa Italia. La prima partita di Serie B con il Taranto è datata 7 ottobre 1979: gioca da titolare sul campo dell'Hellas Verona, sul quale i pugliesi pareggiano per 0-0 la quarta giornata di campionato dopo due sconfitte nelle prime tre partite. Scoppa gioca poi da titolare le successive tre partite, salvo poi rimanere frequentemente in panchina dal novembre 1979 al marzo 1980, mese in cui prende saldamente il posto da titolare in squadra chiudendo la stagione con 19 presenze senza reti in campionato.
Mantiene il posto fisso nell'undici titolare anche nella fase iniziale della stagione 1980-1981, nella quale gioca per intero tutte e quattro le partite del girone di Coppa Italia e le prime due giornate di campionato. Rimane poi saldamente in panchina fino a novembre 1980, mese in cui gioca da titolare in quattro occasioni. Dopo essere stato nuovamente accantonato, riprende a giocare con regolarità nel girone di ritorno e chiude la stagione con 19 presenze in campionato e 4 in Coppa Italia. Rimane al Taranto anche nella stagione 1981-1982, disputata in Serie C1 dopo la retrocessione della stagione precedente. Nel corso dell'annata scende in campo in tutte e 8 le partite di Coppa Italia Serie C disputate dal club pugliese, mentre in campionato gioca stabilmente da titolare chiudendo la stagione con 28 presenze. Nonostante l'annata deludente a livello di squadra, Scoppa si toglie la soddisfazione di segnare il suo unico gol in carriera a livello professionistico, il 16 maggio 1982 al 54' di Taranto-Benevento (3-2), trentaduesima e terzultima giornata di campionato.
Nella stagione 1982-1983 disputa 6 partite in Coppa Italia Serie C e 21 partite in campionato, mentre nella stagione 1983-1984 contribuisce al raggiungimento del secondo posto finale in classifica (con conseguente ritorno in Serie B dopo tre stagioni consecutive trascorse in terza serie) del Taranto con 5 presenze in Coppa Italia, 5 presenze in Coppa Italia Serie C e 24 presenze senza reti in campionato. Viene poi riconfermato per il sesto anno consecutivo nella rosa del Taranto, con la cui maglia gioca quindi anche nella stagione 1984-1985. In questa stagione gioca 4 partite in Coppa Italia, mentre in campionato realizza un'autorete (la prima in carriera) in 27 partite. Il Taranto chiude al ventesimo ed ultimo posto in classifica il campionato cadetto, facendo quindi ritorno in Serie C1.

#### Casarano e il ritiro
Dopo sei stagioni consecutive Scoppa lascia il Taranto (con cui ha segnato un gol in un totale di 172 presenze, 138 delle quali in partite di campionato) viene ceduto al Casarano, squadra pugliese di Serie C1. Già nel ritiro precampionato accusa problemi cardiaci, che lo costringono ad interrompere in modo definitivo l'attività agonistica di fatto a stagione in corso all'età di 31 anni.
In carriera ha giocato complessivamente 65 partite in Serie B, 156 partite fra Serie C e Serie C1 e 49 partite in Serie D.

### Allenatore
Terminata la carriera da calciatore, ha allenato numerose società dilettantistiche calabresi, alcune delle quali a livello di settore giovanile. Nella stagione 1989-1990 ha allenato il Soverato Marina, squadra della sua città natale, nel campionato calabrese di Seconda Categoria.